# Orishas (formație)

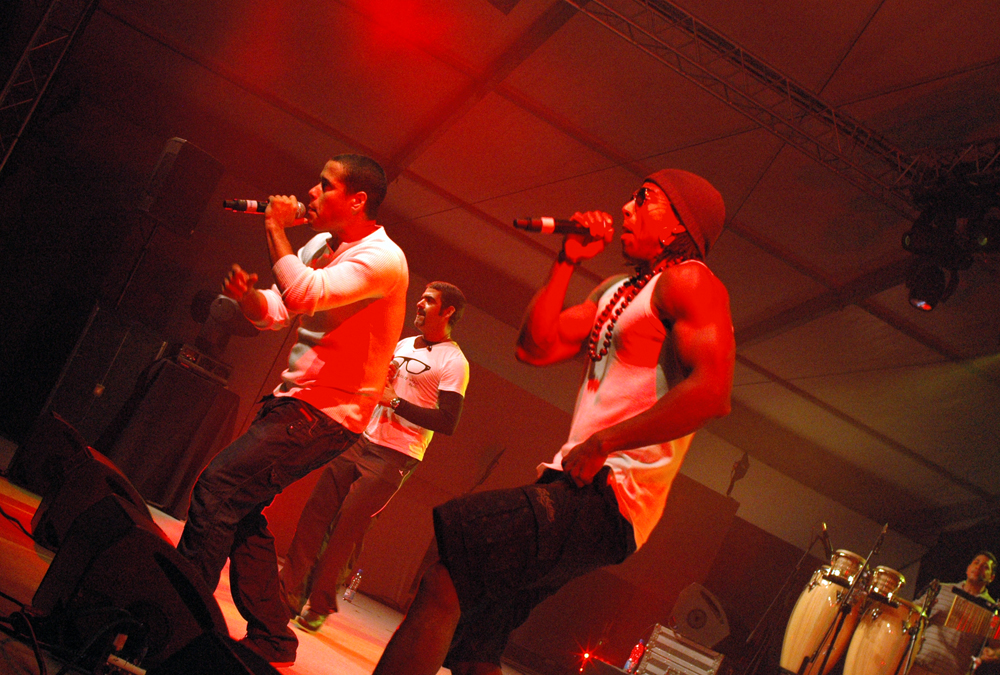
Orishas, 2009.

Orishas a fost o formație cubaneză de rap și hip hop (1999-2010).

## Membrii formației
Membrii formației sunt:
- Niko Noki sau Micko Niko (Nicolas Nocchi)
- Flaco-Pro (Liván Núñez Alemán)
- Roldán (Roldán González Rivero)
- Ruzzo (Hiram Riverí Medina)
- Yotuel "Guerrero" (Yotuel Omar Romero Manzanares)

## Discografie
| - 01. Intro - 02. Represent - 03. Atrevido - 04. A Lo Cubano - 05. Barrio - 06. S.O.L.A.R. - 07. 1.9.9.9 - 08. Atención - 09. Mística - 10. Canto para Eleggua y Shangó - 11. Madre - 12. Orishas Llegó - 13. 537 °C.U.B.A. - 14. Connexion - 15. Triunfo - 01. Hay un son - 02. A lo cubano - 03. Elegante - 04. Emigrantes - 05. 5 3 7 Cuba - 06. Represent, Cuba (con Heather Headley) - 07. Nací Orishas - 08. ¿Qué pasa? - 09. Silencio - 10. Connexión - 11. Habana - 12. El kilo - 13. ¿Qué bola? - 14. Quien te dijo (con Pitbull) - 15. Una página doblada - 16. Juli kel love | - 01. ¿Qué pasa? - 02. Mujer - 03. Guajiro - 04. ¿Qué bola? - 05. Así fue - 06. Niños - 07. 300 Kilos (con Yuri Buenaventura) - 08. Gladiadores - 09. Ausencia (con Niko Noki) - 10. Habana - 11. Testimonio - 12. El rey de la pachacha - 13. Emigrantes - 14. Desaparecidos - 15. La vida pasa (con Passi) - 01. Mística - 02. Desaparecidos - 03. Bombo - 04. Soy Guajiro (con Benny Moré) - 05. Gwadloup Cuba (con Kayliah) - 06. ¡Sigue, Sigue! (con Da Weasel) - 07. La Alianza (con Carlos Jean) - 08. 1.9.9.9 (Malou Remix) - 09. Orishas Llegó (Cayo Hueso Mix) - 10. Qué Pasa? (Red Remix) | - 01. Nací Orishas - 02. Distinto - 03. Elegante - 04. El Kilo - 05. Que Se Bote - 06. Reina De La Calle - 07. Bombo - 08. Al Que Le Guste - 09. Amor Al Arte - 10. Tumbando Y Dando - 11. La Calle - 12. Stress - 13. La Vacuna - 14. Quien Te Dijo - 01. Cosita Buena - 02. Mani - 03. Bruja - 04. Camina - 05. Guajira - 06. Borrón - 07. Mírame - 08. Que quede claro - 09. Machete - 10. Isi - 11. Público - 12. Melodías - 13. Hip Hop Conga |

## Legaturi externe
- es  Situl oficial Orishas Arhivat în 19 februarie 2009, la Wayback Machine.
- Orishas la Myspace